# Coleophora arenbergella
Coleophora arenbergella é uma espécie de mariposa do gênero Coleophora pertencente à família Coleophoridae.